# 刘仲羽
刘仲羽（1914年—1941年1月2日），原名刘承翱，山东省东平县人，中共革命烈士。

## 生平
1914年，刘仲羽生于东平县清水坦村。其父刘继道热心于教育事业，自己在家中创办清水坦村小学，刘仲羽因此受到良好的教育。三年后考入尚庄小学，1930年，刘仲羽考入山东省立第一师范。九一八事变后，他开始积极参与共产党领导的抗日活动。1931年12月被选为济南学生代表赴南京请愿。1936年任教于齐河县师范讲习所。1937年芦沟桥事变后，回东平县执教于田大店完全小学，并参加了中华民族解放先锋队、县抗日救亡协会等组织。同年12月由万里介绍加入中国共产党；1938年2月，考入中国国民党东平县政训处，以政训员的身份到东平三区工作。同年12月，任中国共产党东平县委书记。1940年4月，调任泰西地区总动委会副主任兼《团结报》总编辑。9月18日，刘仲羽到西豆山村参加九一八事变纪念大会，次日凌晨在清水坦村被捕。
1941年1月2日，刘仲羽和李耀珍、孟升、王怀钦等人在县城北门外被杀害。刘仲羽时年27岁。

## 身后

### 刘仲羽烈士墓

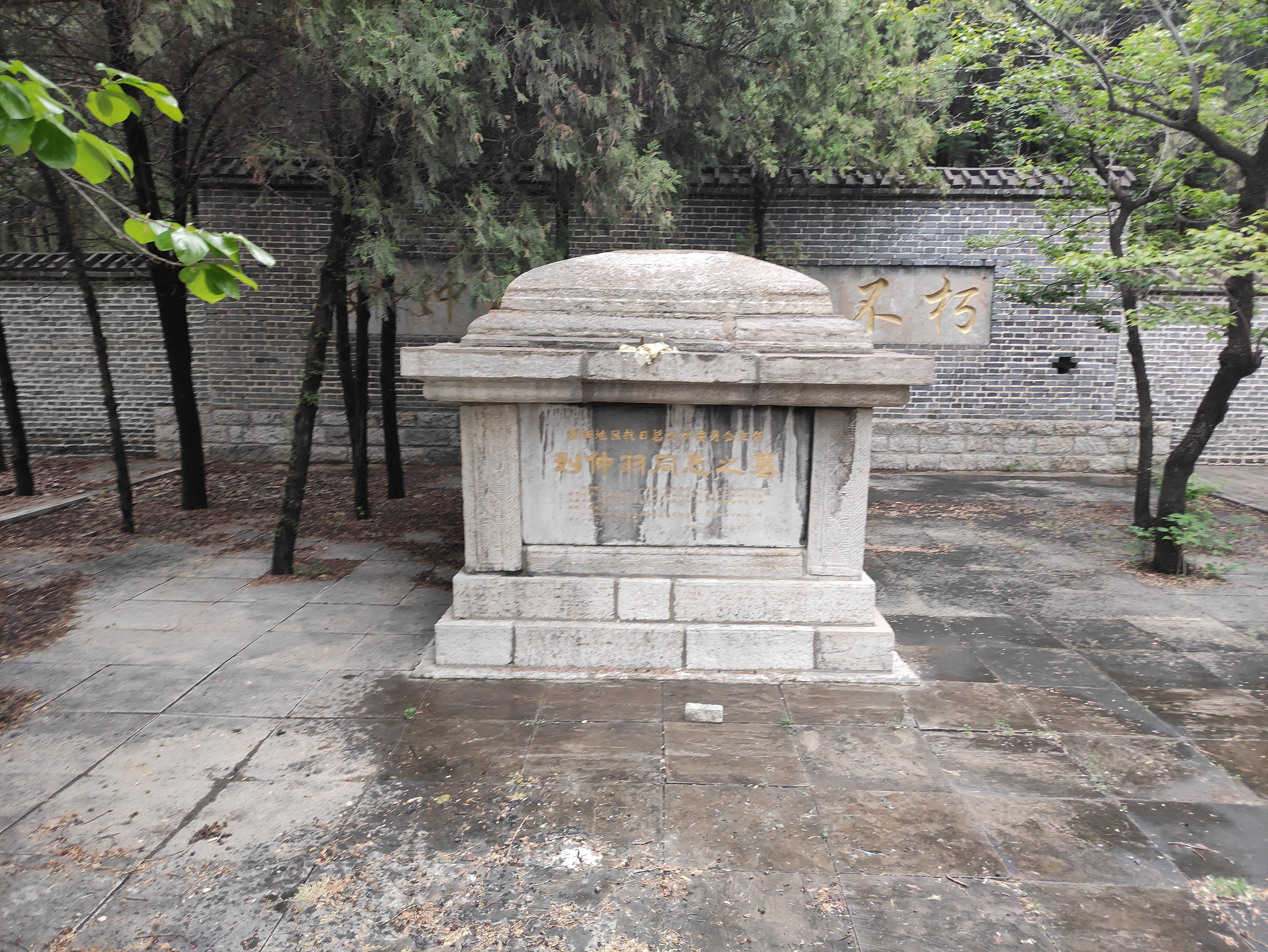
刘仲羽烈士墓

刘仲羽烈士墓位于大羊镇清水坦村东北玉皇山南侧。原为土葬，后多次修缮，1971年新建青砖墓。2002年，东平县民政局投资2万元，对刘仲羽烈士墓进行修缮和扩建。2007年12月，中共东平县委在此立纪念碑一座，做为党史教育基地。